# Estnische Verteidigungsstreitkräfte
Die Estnischen Streitkräfte (estnisch Eesti Kaitsejõud) werden durch den Verteidigungsbund (Kaitseliit) und die Estnischen Verteidigungsstreitkräfte (Eesti Kaitsevägi) gebildet. Dabei stellen die Verteidigungsstreitkräfte das reguläre Militär der Republik Estland dar, welches über Heer, Luftwaffe und Marine verfügt. Des Weiteren besteht eine enge Zusammenarbeit mit dem estnischen Grenzschutz.
Estland ist Mitglied der NATO und engagiert sich bei mehreren UN-Missionen. Zudem gibt es in verschiedenen Bereichen eine Kooperation mit den baltischen Nachbarn. So betreiben z. B. die Luftstreitkräfte der drei Länder gemeinsam das Luftraumüberwachungssystem Baltic Air Surveillance Network.

## Geschichte

### 1918 bis 1939
Estland erlangte während des Zerfalls des Russischen Reiches (nach der Oktoberrevolution) am 24. Februar 1918 seine Unabhängigkeit. Nach der zwischen dem 11. und 14. November 1918 stattgefundenen deutschen Novemberrevolution, welche das Ende der deutschen Besatzung in Estland einläutete, übergaben die deutschen Obleute die politische Macht an die Regierung Estlands. Ein paar Tage später folgte eine militärische Invasion durch das bolschewistische Russland, welche den Anfang des Estnischen Freiheitskrieges markierte. Das kleine, schlecht ausgerüstete estnische Militär, auch bekannt als Rahvavägi, wurde zunächst von der Roten Armee in die Gegend um die estnische Hauptstadt Tallinn zurückgedrängt. Nur 34 Kilometer trennten Tallinn und die Frontlinie. Aufgrund der rechtzeitigen Ankunft eines britischen Marinegeschwaders samt einer Schiffsladung Waffen wurden der Vormarsch der Bolschewiken aufgehalten.
Im Januar 1919 starteten die estnischen Streitkräfte unter dem Oberbefehlshaber Johan Laidoner eine Gegenoffensive, die Mai-Offensive. Die Bodentruppen wurden sowohl durch die Royal Navy als auch durch finnische, schwedische und dänische Freiwillige unterstützt. Bis Ende Februar 1919 war die Rote Armee vom estnischen Staatsgebiet vertrieben. Am 2. Februar 1920 schlossen die Republik Estland und die Russische Sozialistische Föderative Sowjetrepublik den Frieden von Dorpat. Nach dem Sieg im Estnischen Freiheitskrieg über Sowjetrussland und deutsche Freiwillige der baltischen Freikorps behauptete Estland seine Unabhängigkeit für 22 Jahre.

### Die Zeit des Zweiten Weltkriegs
Das Schicksal der Republik Estland vor dem Zweiten Weltkrieg wurde durch den deutsch-sowjetischen Nichtangriffspakt im August 1939 beschlossen, bei dem laut des Molotov-Ribbentrop-Paktes und seinem geheimen Zusatzprotokoll Stalin die Zustimmung Hitlers zur Aufteilung von Osteuropa in Interessensphären erlangte. Nach der Niederlage Polens wurde Estland gezwungen, einen Beistandspakt mit der Sowjetunion zu schließen, welcher am 28. September 1939 unterzeichnet wurde. Die estnische Regierung war daraufhin gezwungen, der Errichtung sowjetischer Militärbasen und Stationierung von 25.000 Sowjetsoldaten auf estnischen Boden zur „gemeinsamen Verteidigung“ zuzustimmen, welche später im Winterkrieg gegen Finnland genutzt wurden. Am 12. Juni 1940 wurde der Befehl zur Errichtung einer Militärblockade um Estland an die Baltische Flotte gegeben. Aufgrund der erdrückenden Sowjetmacht und um ein Blutvergießen und einen Krieg zu vermeiden, entschied die estnische Regierung am 17. Juni keinen Widerstand zu leisten. Die militärische Besatzung von Estland war am 21. Juni 1940 abgeschlossen. Die Streitkräfte Estlands wurden im Juli 1940 durch die Rote Armee gemäß sowjetischen Befehlen entwaffnet. Nur das Fernmelde-Bataillon in Tallinn leistete Widerstand. Als die Rote Armee zusätzliche Verstärkungen, unterstützt durch sechs gepanzerte Fahrzeuge, heranführte, dauerte der Kampf mehrere Stunden bis Sonnenuntergang. Es gab einen Toten und einige Verwundete auf estnischer Seite und über zehn Getötete und mehrere Verletzte auf der Seite der Sowjets. Der militärische Widerstand endete nach Verhandlungen, das Fernmelde-Bataillon kapitulierte und wurde entwaffnet.

Unter massivem Druck und Gewaltandrohung durch die Sowjetunion wurde Estland zusammen mit Lettland und Litauen 1940 von dieser annektiert. Nach offizieller sowjetischer Lesart handelte es sich um einen Beitritt zur Sowjetunion. Die estnischen Truppen wurden Teil der Roten Armee und behielten sogar ihre Uniform und die meisten Offiziere (einschließlich des Oberbefehlshabers). Am 22. Juni 1941 erfolgte die Invasion der Sowjetunion durch Nazideutschland. Die Geschwindigkeit des Vorstoßes war so groß, dass Estland schnell durch deutsche Streitkräfte von Russland abgeschnitten wurde. Das 22. territoriale Korps (in dem die ehemalige estnische Armee organisiert war) wurde zur Evakuierung nach Russland angewiesen, jedoch desertierten viele estnische Angehörige und traten den Untergrundkämpfern bei, um die sich zurückziehende Rote Armee zu bekämpfen. Die Deutschen wurden bei ihrer Ankunft als Befreier begrüßt. Im Laufe des Krieges wurden dann auch auf deutscher Seite estnische Verbände eingesetzt. 
Während der erneuten sowjetischen Besatzung ab 1944 wurde Estland stark militarisiert. Mehr als 10 Prozent der Bevölkerung waren Angehörige der sowjetischen Truppen in über 500 militärischen Anlagen.

### Seit 1991
Im Jahr 1991 gewann Estland seine Unabhängigkeit als demokratischer Staat zurück. Die Eesti Kaitsevägi wurden am 3. September 1991 durch den Ältestenrat der Republik Estland neu gegründet. Seitdem haben die Streitkräfte Estlands mehr als 30 Einheiten und einige Militärzweige neu oder wieder in Dienst gestellt. Die allgemeine Wehrpflicht führte Estland 1992 ein.
Zusätzlich zu den allgemeinen Problemen im Rahmen des Wiederaufbaus sahen sich die estnischen Streitkräfte, wie ihre baltischen Nachbarn, mit einer weiteren Herausforderung konfrontiert. Während sich das Land in Richtung Westeuropa und Nordamerika orientierte, stand nur wenig militärisches Personal zur Verfügung, welches dort Erfahrung gesammelt hatte. Estland stellte sich dieser Herausforderung durch die Ausbildung von Offizieren und Unteroffizieren im westlichen Ausland und an neu aufgebauten Einrichtungen im Inland. Außerdem nahm das Land seit 1994 am NATO-Programm Partnerschaft für den Frieden teil und ist seit 2004 selber NATO-Mitglied, sodass das Militärpersonal auch praktisch entsprechend geschult wurde. Die neue Generation von Offizieren stieg bereits früh in Führungspositionen auf, was dafür sorgt, dass Estland seit Beginn des 21. Jahrhunderts ein relativ junges Oberkommando hat.

### Befehlshaber der Streitkräfte
Militärische Befehlshaber der Streitkräfte Estlands seit ihrer Gründung waren:
| Nr.                                                         | Dienstgrad und Name                                         | Dienstzeit Beginn                                           | Dienstzeit Ende                                             |
| Estnischer Freiheitskrieg und 1. Unabhängigkeit (1918–1940) | Estnischer Freiheitskrieg und 1. Unabhängigkeit (1918–1940) | Estnischer Freiheitskrieg und 1. Unabhängigkeit (1918–1940) | Estnischer Freiheitskrieg und 1. Unabhängigkeit (1918–1940) |
| ----------------------------------------------------------- | ----------------------------------------------------------- | ----------------------------------------------------------- | ----------------------------------------------------------- |
| 1                                                           | Generalleutnant Johan Laidoner                              | 23. Dezember 1918                                           | 26. März 1920                                               |
| (1)                                                         | Generalleutnant Johan Laidoner                              | 1. Dezember 1924                                            | 8. Januar 1925                                              |
| (1)                                                         | General Johan Laidoner                                      | 12. März 1934                                               | 22. Juni 1940                                               |
| 2                                                           | Generalmajor Gustav Jonson                                  | 22. Juni 1940                                               | August 1940                                                 |
| Regierung Tief (1944)                                       |                                                             |                                                             |                                                             |
| 3                                                           | Generalmajor Jaan Maide                                     | 18. September 1944                                          | 24. Oktober 1944                                            |
| 2. Unabhängigkeit (seit 1993)                               |                                                             |                                                             |                                                             |
| 4                                                           | General Aleksander Einseln                                  | 1. Mai 1993                                                 | 4. Dezember 1995                                            |
| 5                                                           | Generalleutnant Johannes Kert                               | 23. Januar 1996                                             | 30. Juni 2000                                               |
| -                                                           | Oberstleutnant Aarne Ermus (kommissarisch)                  | 30. Juni 2000                                               | 21. September 2000                                          |
| 6                                                           | Vizeadmiral Tarmo Kõuts                                     | 21. September 2000                                          | 14. November 2006                                           |
| 7                                                           | General Ants Laaneots                                       | 5. Dezember 2006                                            | 5. Dezember 2011                                            |
| 8                                                           | General Riho Terras                                         | 5. Dezember 2011                                            | 4. Dezember 2018                                            |
| 9                                                           | General Martin Herem                                        | 5. Dezember 2018                                            | 30. Juni 2024                                               |
| 10                                                          | Generalleutnant Andrus Merilo                               | seit 1. Juli 2024                                           | seit 1. Juli 2024                                           |

## Aufgaben

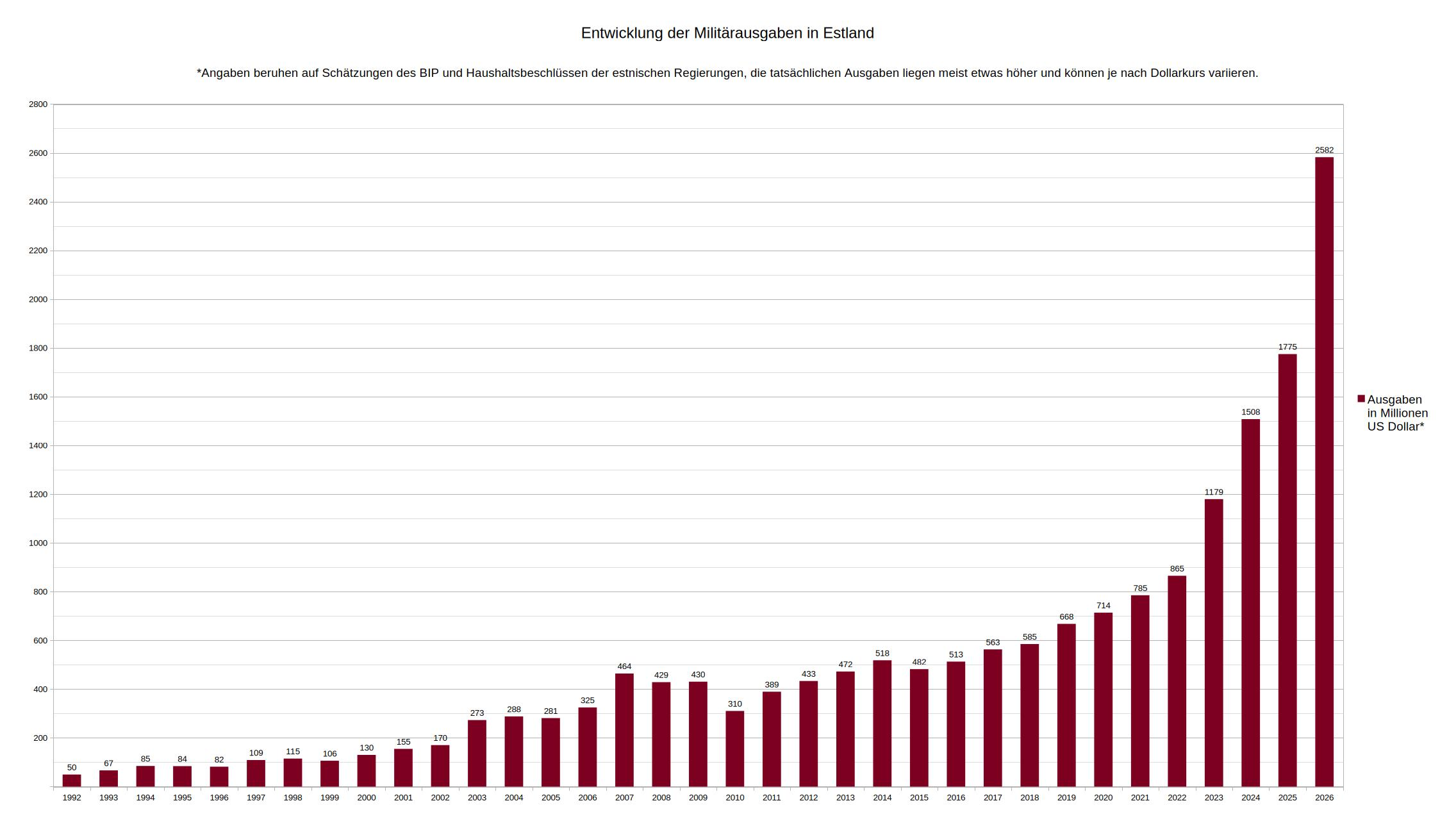
Militärausgaben 1992 bis 2024

Das wichtigste Ziel der Streitkräfte ist die Entwicklung und Aufrechterhaltung einer zuverlässigen Fähigkeit, die nationalen lebensnotwendigen Interessen in einer Weise zu verteidigen, welche die Interoperabilität mit den Streitkräften der NATO- und EU-Mitgliedstaaten und ihre Fähigkeit an der Teilnahme von Bündnismissionen gewährleistet.
In Friedenszeiten bestehen die Hauptaufgaben der estnischen Streitkräfte in der Überwachung und Aufrechterhaltung der Kontrolle über die Staatsgrenzen und den Luftraum, der Aufrechterhaltung der Kampfbereitschaft, der Ausbildung von Wehrpflichtigen und Bildung von Reserve-Einheiten sowie der Beteiligung an von der NATO und der UN geführten internationalen Einsätzen und Hilfeleistung für die zivilen Behörden im Falle eines nationalen Notfalls.
Bei Krisenzeiten liegen die Hauptaufgaben des estnischen Militärs in der Steigerung des Bereitschaftsgrads der Einheiten nach Bedarf, die Vorbereitung für den Übergang zur Struktur im Kriegszustand, der Beginn der Mobilisierung, der Integration von Einheiten aus anderen Ministerien und die Vorbereitung auf Unterstützung und Empfang von verbündeten Kräften.
Im Kriegszustand haben die Streitkräfte die Hauptaufgaben, die territoriale Integrität des Staates zu verteidigen, die Ankunft und den Einsatz von Kräften aus anderen Ländern und die Zusammenarbeit mit diesen zu unterstützen, die Kontrolle über den nationalen Luftraum aufrechtzuerhalten und die Luftverteidigung bei kriegswichtigen Anlagen in Zusammenarbeit mit Kräften aus anderen Ländern zu ermöglichen.

## Struktur

### Führung der Nationalen Verteidigung
Die nationale Verteidigung Estland beruht auf den Grundsätzen der zivilen Kontrolle und ist von Natur aus mit der demokratischen Organisation des Staates gebunden. Demokratisch gewählte und ernannte ausführende Organe treffen Entscheidungen über den Einsatz der Streitkräfte und definieren die jeweiligen Ziele, kontingentieren die notwendigen Ressourcen und überwachen die Erreichung der Ziele.
Die Umsetzung der Prinzipien der zivilen Kontrolle ist durch die verteidigungsbezogenen Rechte, Pflichten und Verantwortlichkeiten, welche gesetzgeberisch auf dem Parlament, dem Präsidenten der Republik und der Regierung der Republik liegt.
Der oberste Führer der nationalen Verteidigung ist der Präsident der Republik, welcher in Fragen der nationalen Verteidigung durch den nationalen Verteidigungsrat beraten wird. Der nationale Verteidigungsrat besteht aus dem Vorsitzenden des Parlaments, dem Ministerpräsidenten, dem Kommandant der Streitkräfte (dem Oberbefehlshaber im Kriegszustand), dem Verteidigungsminister, dem Innenminister, dem Außenminister und dem Vorsitzenden des parlamentarischen Ausschusses für nationale Verteidigung, Die Exekutive in der Führung der nationalen Verteidigung wird von der Regierung der Republik ausgeführt.

### Hauptquartier
In Friedenszeiten werden die Estnischen Verteidigungsstreitkräfte und die nationalen Verteidigungsorganisationen, einschließlich des Kaitseliit, vom Kommandant der Verteidigungsstreitkräfte geführt. Im Kriegszustand werden all diese Komponenten vom Oberbefehlshaber der Verteidigungsstreitkräfte kommandiert. Der Kommandant und der Oberbefehlshaber werden durch das Parlament Estlands (Riigikogu) auf Vorschlag des Präsidenten der Republik Estland ernannt und aus dem Amt entlassen. Die reguläre Amtszeit beträgt fünf Jahre und kann auf bis zu sieben Jahre ausgedehnt werden. Seit dem 1. Juli 2024 ist Kindralleitnant Andrus Merilo der Kommandant der Verteidigungsstreitkräfte.
Der Generalstab (Kaitseväe Peastaap) ist das Hauptquartier des estnischen Militärs und der arbeitende Teil des Oberkommandos (Kaitseväe Juhataja). Er ist ein gemeinsamer Stab aller Teilstreitkräfte, der mit operativer Führung, Ausbildung und Weiterentwicklung der Streitkräfte beschäftigt ist. Die operative Führung wird durch den operativen Stab durchgeführt, der Operationen plant und kontrolliert und die Verteidigungsbereitschaft und Mobilisierung gewährleistet. Die Abteilungen für Ausbildung und Entwicklung sind verantwortlich für langfristige und zwischenzeitliche Planung, Ressourcenplanung, Organisation und Kontrolle der Planung der Ausbildung und Implementierung von nationalen Verteidigungsaktivitäten. Der Generalstab der estnischen Streitkräfte wird vom Stabschef im Hauptquartier der Verteidigungsstreitkräfte angeführt. Seit dem 22. Juni 2024 hat Kindralmajor Vahur Karus diesen Posten inne.

### Operative und verwaltende Einheiten und Einrichtungen
- Generalstab – Kaitseväe Peastaap (Tallinn)
- Estnisches Heer – Eesti Maavägi (Tapa, Jõhvi, Luunja, Võru, Paldiski, Tallinn und Ämari)
  -  Estnische Division (1. und 2. Brigade, Artillerie-, Logistik- und Aufklärungsbataillon sowie Stabs- und Fernmelde-Bataillon)
- Estnische Marine – Eesti Merevägi (Tallinn)
- Estnische Luftwaffe – Eesti Õhuvägi (Tallinn, Ämari)
- Unterstützungskommando – Toetuse Väejuhatus (Paldiski)
  -  Versorgungsbataillon – Varustuspataljon (Tallinn)
  -  Gesundheitszentrum – Tervisekeskus (Tallinn)
- Cyberkommando – Küberväejuhatus (Tallinn)
- Militärpolizei – Sõjaväepolitseiteenistus (Tallinn)
  -  Garde-Bataillon – Vahipataljon (Paldiski)
- estnisches Kontingent beim kooperativen NATO Cyber Defence Centre of Excellence – Küberkaitsekoostöö Keskuse Eesti kontingent
- Estnische Nationalverteidigungsakademie – Kaitseväe Ühendatud Õppeasutused (Tartu)
  -  Höhere Militärschule – Kõrgem Sõjakool (Tartu)
  -  Defence Battle School – Kaitseväe Lahingukool (Võru)
- Militärnachrichtendienst – Luurekeskus
- Hauptinspektion-Dienst – Peainspektoriteenistus (Tallinn)
- Medizinischer Dienst – Meditsiiniteenistus (Tallinn)
- Kommando für Spezialoperationen – Erioperatsioonid

## Organisation
Die Estnische Streitkräfte (Eesti Kaitsejõud) bilden zusammen mit dem estnischen Verteidigungsbund (Kaitseliit) und dem ihm vorstehenden estnischen Innenministerium (Siseministeerium) im Kriegsfall die Eesti Kaitsejõud, die Streitkräfte Estlands. Der Oberkommandierende der Streitkräfte ist der Präsident von Estland, die Verteidigungsstreitkräfte unterstehen dem Verteidigungsministerium und werden vom Generalstab, dem Kaitseväe Peastaap, geführt.
- Estnische Streitkräfte – Eesti Kaitsejõud
  - Estnische Verteidigungsstreitkräfte – Eesti kaitsevägi
  -  Estnischer Verteidigungsbund – Kaitseliit

Die Streitkräfte bestehen somit aus regulären militärischen Einheiten sowie dem Kaitseliit. Die derzeitige Größe der operativen Struktur im Kriegszustand umfasst 24.200 Soldaten und soll auf 26.700 Kräfte anwachsen.
Die Verteidigungsstreitkräfte sind eine Reservearmee, daher müssen sich alle körperlich und geistig gesunden männlichen Staatsangehörigen dem allgemeinen Wehrdienst für den Zeitraum zwischen 8 und 11 Monaten unterziehen, während der die Wehrpflichtigen die grundlegenden Fertigkeiten für die Mobilisierung in den aktiven Dienst gelehrt werden. Für einen Staat mit wenigen menschlichen und wirtschaftlichen Ressourcen ist eine Reserve, die auf den Willen der Verteidigung der Bürger beruht, die einzig praktikable Form der Landesverteidigung.
In Friedenszeiten führen die Reservisten ein normales Leben und der Staat kümmert sich um ihre militärische Ausbildung und die Beschaffung von Ausrüstung und Waffen. In Kriegszeiten werden die Reservisten mobilisiert und Einheiten zugewiesen. Die Reserveeinheiten werden dabei nach dem Territorialprinzip gebildet, das heißt, dass Wehrpflichtige von einem Gebiet in dieselbe Einheit abgerufen und nach dem Dienst als eine Einheit in die Reserve beordert werden. Die estnische Armee ist somit in Zusammenarbeit mit den anderen Teilstreitkräften immer in ständiger Verteidigungsbereitschaft.
Im Dezember 2022 wurde erstmals seit der Neuaufstellung der Truppe wieder eine Divisionsstruktur etabliert. Im Rahmen eines möglichen Kriegsfall soll es so möglich sein, die erste und zweite Brigade sowie die im Land befindlichen NATO-Truppen, das Logistik- und Stabs-Bataillon unter einer einheitlichen Führung effizient zu führen.

### Heer
Hauptartikel: Maavägi

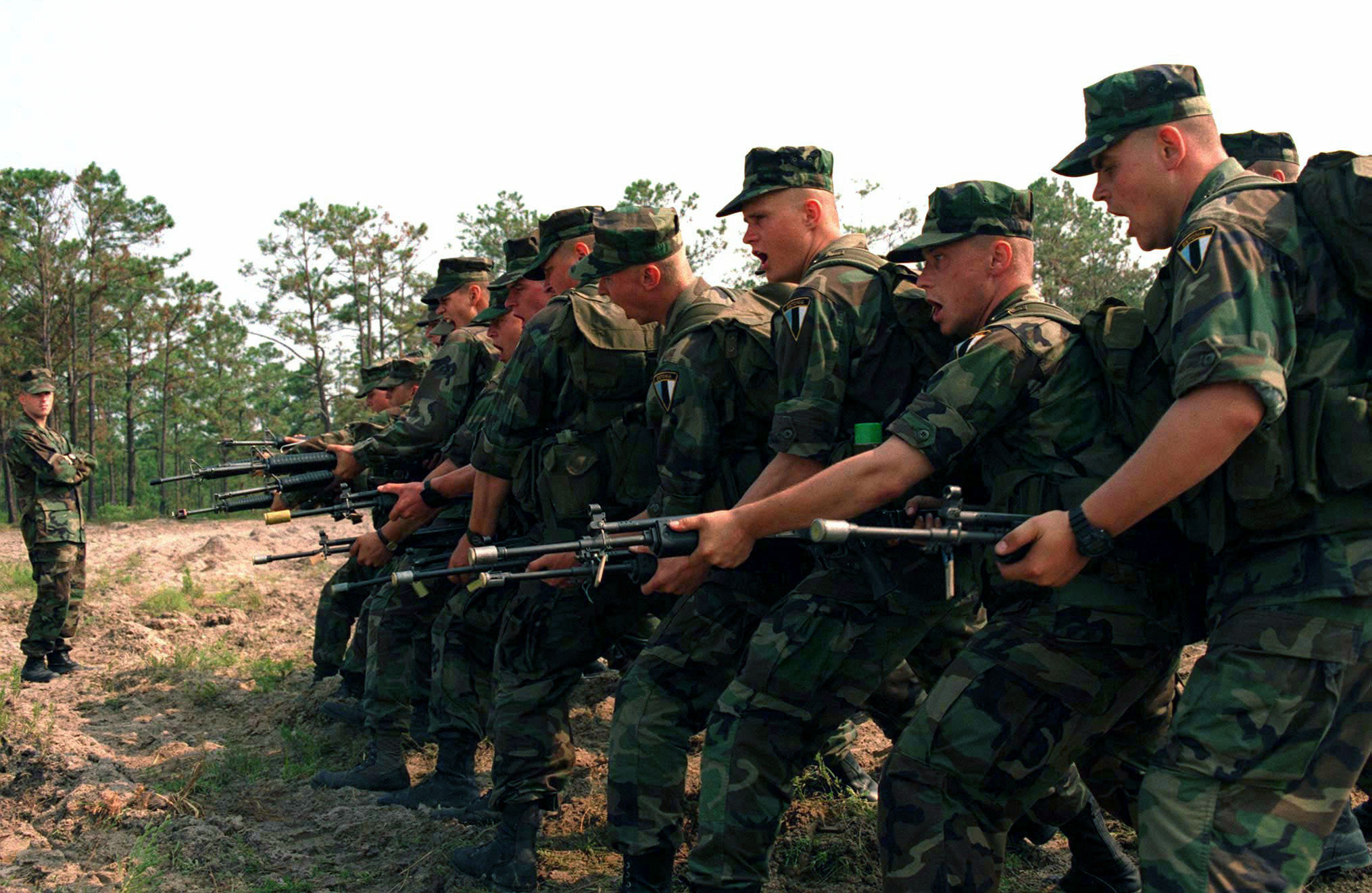
Estnische Soldaten während eines Trainingsaufenthalts in den USA

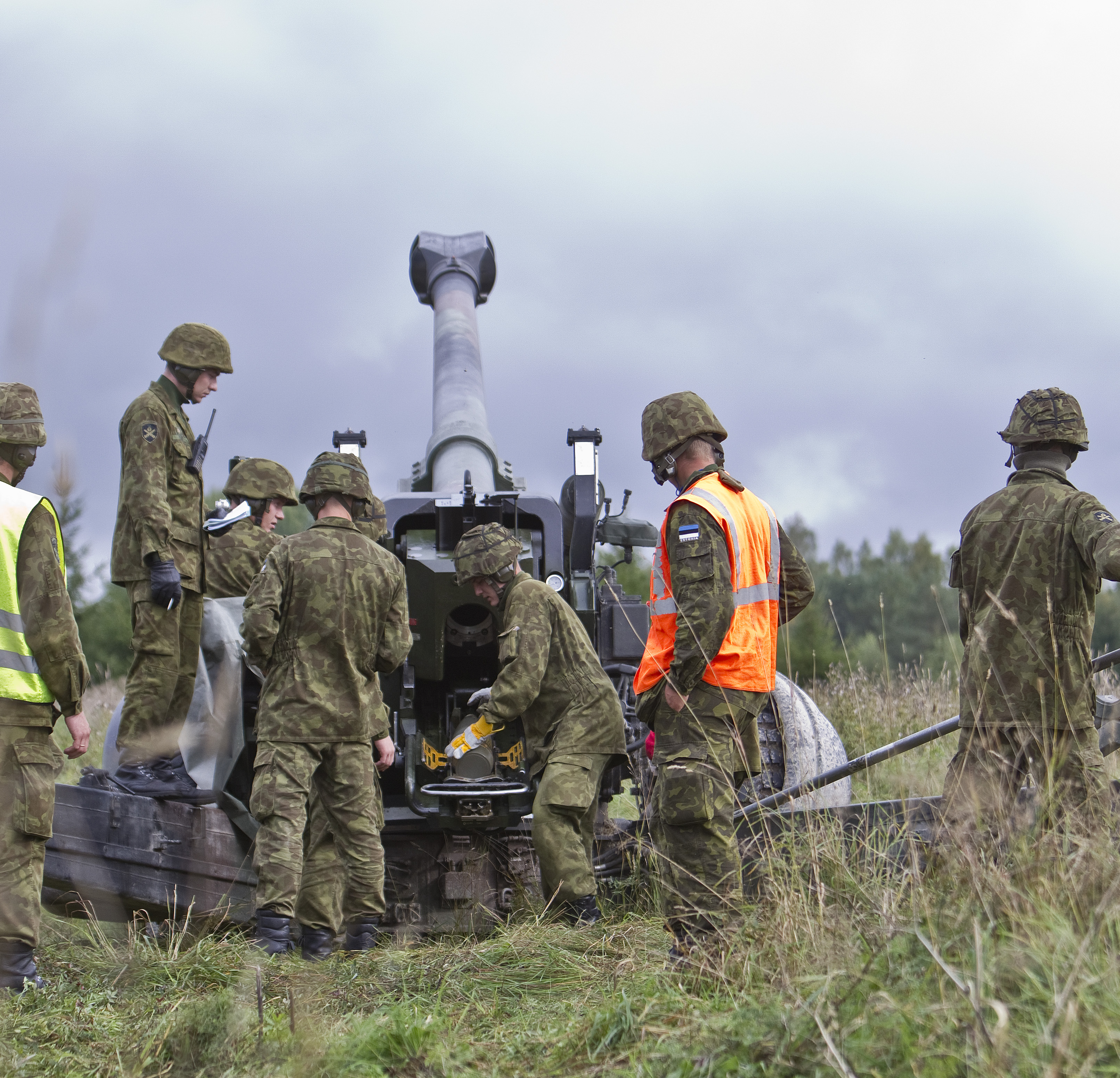
Estnische Reservisten während einer Artillerieübung

Die Durchschnittsgröße des Heeres beträgt in Friedenszeiten ungefähr 5.500 Soldaten, von denen 1.500 Wehrpflichtige sind. Die operationelle Komponente der Heeresstruktur besteht aus zwei Infanteriebrigaden.
Die Ausbauprioritäten der Armee liegen in der Beteiligung an Missionen außerhalb des nationalen Territorium und an Operationsdurchführungen zum Schutz des Staatsgebietes von Estland – auch in Kooperation mit den Alliierten.
| Fahrzeug             | Herkunft                      | Typ                   |
| -------------------- | ----------------------------- | --------------------- |
| Combat Vehicle 90    | Schweden Niederlande Norwegen | Schützenpanzer        |
| Sisu Pasi            | Finnland Niederlande          | Transportpanzer       |
| Otokar ARMA 6x6      | Türkei                        | Transportpanzer       |
| K9 Thunder           | Südkorea                      | Panzerhaubitze        |
| CAESAR               | Frankreich                    | Radhaubitze           |
| M142 HIMARS          | Vereinigte Staaten            | Mehrfachraketenwerfer |
| Nurol Makina NMS 4×4 | Türkei                        | Gepanzertes Fahrzeug  |
| Mamba                | Südafrika                     | Gepanzertes Fahrzeug  |
| Bandvagn             | Schweden                      | Geländefahrzeug       |
| MB Unimog            | Deutschland                   | LKW                   |
| MAN                  | Deutschland                   | LKW                   |
| Mercedes-Benz        | Deutschland                   | Geländewagen          |
| Volvo                | Schweden                      | Geländewagen          |
| Husqvarna            | Schweden                      | Motorrad              |

### Marine
Hauptartikel: Merevägi

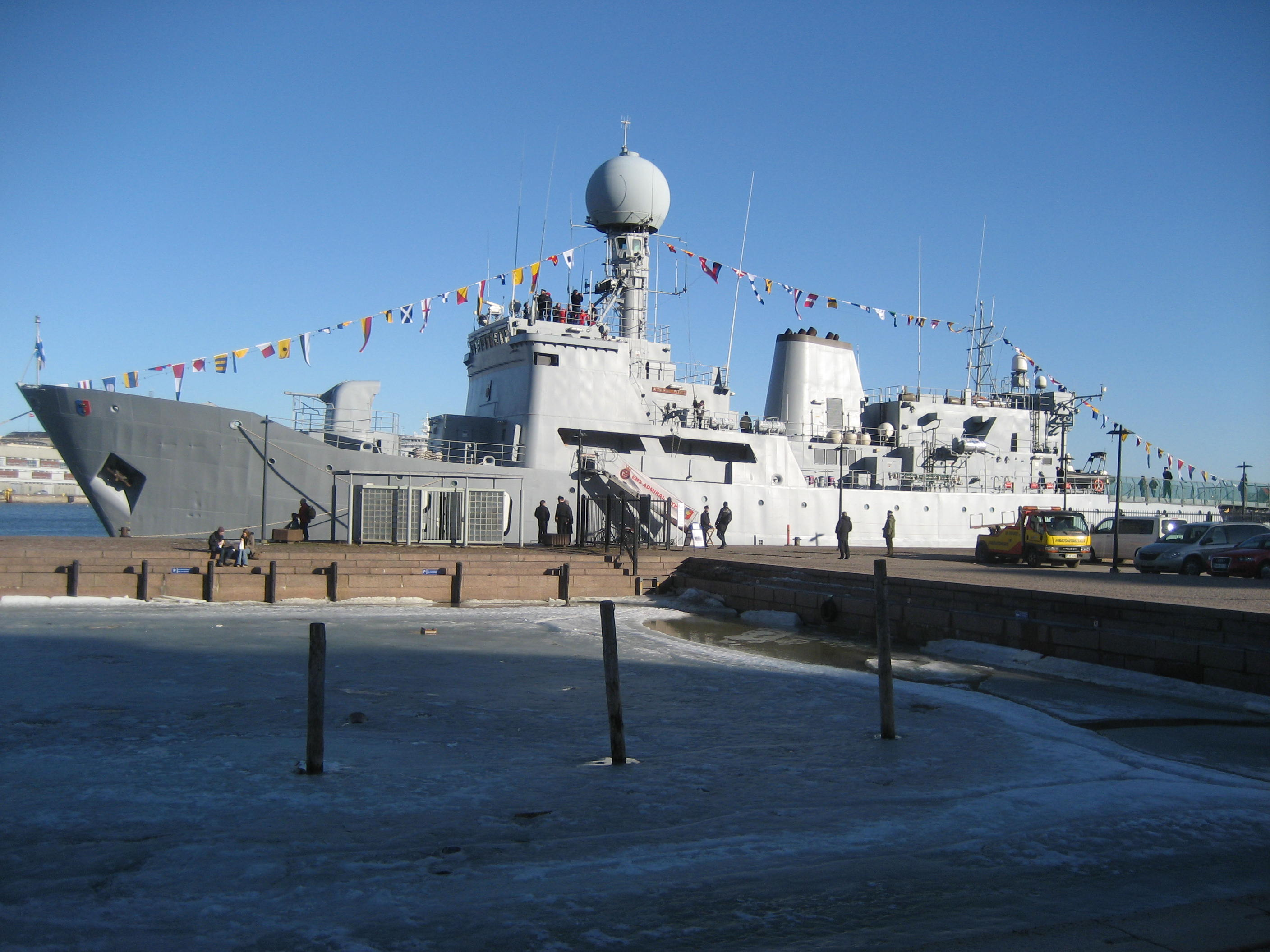
Admiral Pitka zu Besuch in Helsinki

Die Merevägi ist für alle Marineoperationen und den Schutz der Staatsgewässer Estlands zuständig. Die Hauptaufgaben der Marine sind die Vorbereitung und Organisation der Verteidigung der Staatsgewässer und Küstenlinien, die Gewährleistung der Sicherheit auf See und im Kommunikations- und Schiffsverkehr in den Hoheitsgewässern und die Zusammenarbeit mit der NATO und den Marinen anderer befreundeten Länder. Im Falle einer Krisensituation muss die Merevägi bereit sein, Seezufahrtswege, Hafenbereiche und Seeverkehrswege zu verteidigen und mit alliierten Einheiten zu kooperieren. Zu den regulären Aufgaben der Merevägi gehört die Sicherheit des Seeverkehrs zu gewährleisten sowie die Räumung von Minensperren. Die Mehrheit der Seestreitkräfte sind auf dem Marinestützpunkt Miinisadam in Tallinn stationiert. Die derzeitige Struktur sieht eine Minenabwehrdivision und eine Minentaucherabteilung vor. Darüber hinaus gibt es die Marineakademie am Marinestützpunkt Miinisadam und das Flotten-Hauptquartier, welches sich ebenfalls in Tallinn befindet. Mit der Eingliederung der maritime Aufgaben sowie der größeren Schiffe und Boote des Polizei- und Grenzschutzamtes entstand im Januar 2023 außerdem noch eine Patrouillenschiffabteilung.
Seit 1995 wurden zahlreiche Minenräum-Operationen in estnischen Gewässern in enger Zusammenarbeit mit anderen Marinen der Ostsee-Region durchgeführt, um Sprengkörper zu finden und zu beseitigen und so zur sicheren Seefahrt beizutragen. Im Jahr 2007 wurde die Minenschiff-Flotte modernisiert und mit Minensuchbooten der Sandown-Klasse ausgestattet, deren Einheiten ab 2019 noch einmal aufgewertet wurden. Auch die 2023 übernommenen Patrouillenschiffe sind relativ neuen Datums – eine weitere Optimierung und Modernisierung des Bestandes wird aber angestrebt. Zudem wird aktuell in Anti-Schiffs-Raketensysteme investiert.
| Name & (Schiffskennung) | Herkunft               | Schiffstyp                                            | Schiffsklasse    |
| ----------------------- | ---------------------- | ----------------------------------------------------- | ---------------- |
| Admiral Cowan (M313)    | Vereinigtes Königreich | Minenjagdboot                                         | Sandown-Klasse   |
| Sakala (M314)           | Vereinigtes Königreich | Minenjagdboot                                         | Sandown-Klasse   |
| Ugandi (M315)           | Vereinigtes Königreich | Minenjagdboot                                         | Sandown-Klasse   |
| Wambola (A433)          | Dänemark               | Hilfsschiff                                           | Lindormen-Klasse |
| Kindral Kurvits (P6731) | Finnland               | Hochseepatrouillenschiff / Schadstoffunfallbekämpfung |                  |
| Raju (P6732)            | Estland                | Patrouillenschiff                                     |                  |
| Pkker (P6753)           | Estland                | Patrouillenboot                                       |                  |
| Valve (P6754)           | Estland                | Patrouillenboot / Schadstoffunfallbekämpfung          |                  |

### Luftwaffe
Hauptartikel: Õhuvägi

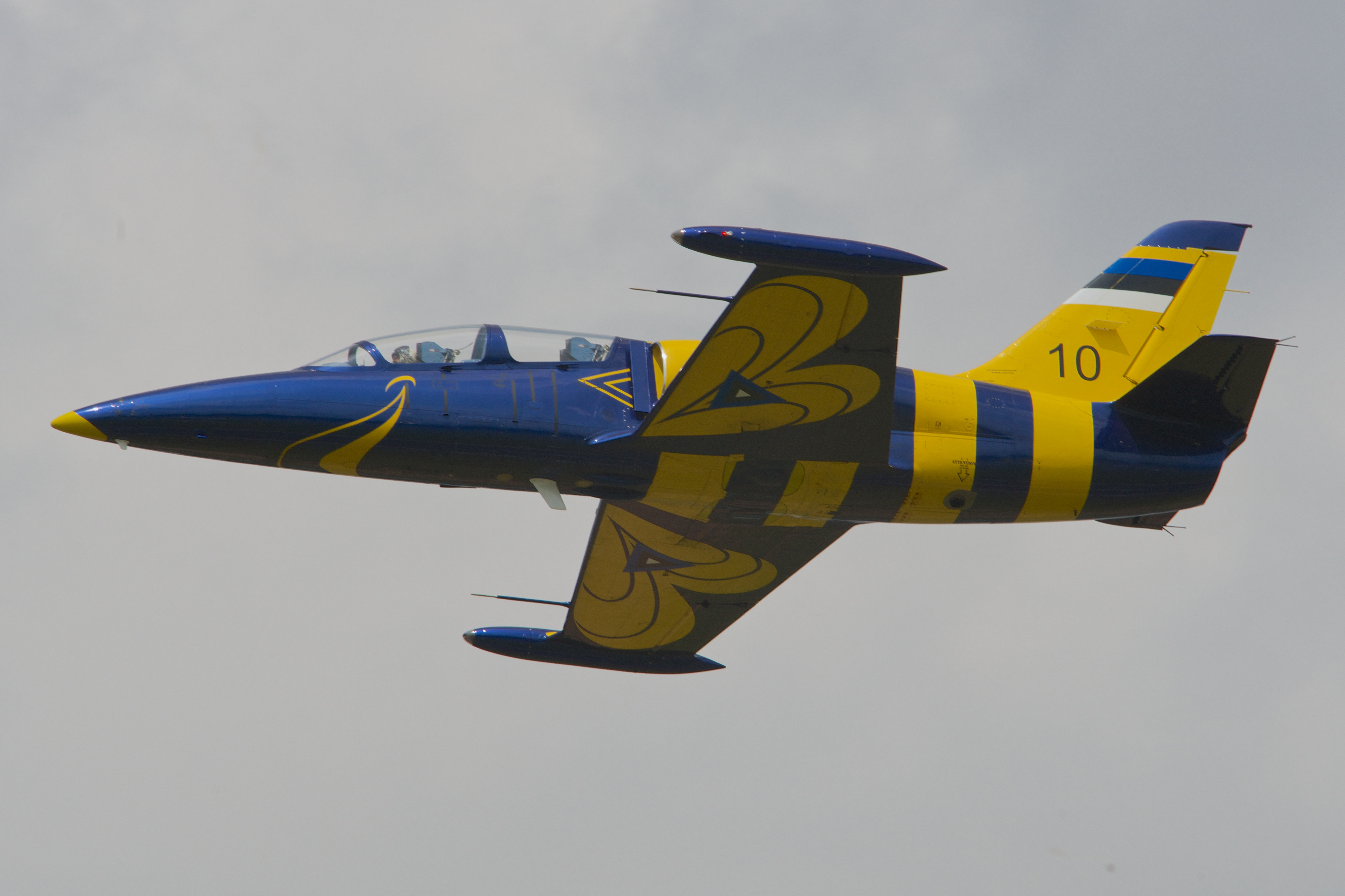
Estnische Aero L-39 beim Royal International Air Tattoo

Die Eesti Õhuvägi wurden am 13. April 1994 neu formiert. Sie sind ein bedeutender Teil der estnischen Luftfahrt, da sie eine wichtige Rolle bei der Verbesserung der Flugsicherheit im estnischen Luftraum spielten und spielen. Eines der Hauptziele der Luftwaffe ist der Auf- und Ausbau des Luftraumüberwachungssystems, welches der Grundstein der Sicherheit des Flugverkehrs und der Luftraumsicherung ist. Das System soll zudem ein Niveau haben, das eine enge Zusammenarbeit mit dem NATO-Luftverteidigungssystem ermöglicht. Ursprünglich bestand die Aufgabe der Luftstreitkräfte in einer bodengestützten Luftraumüberwachung und Luftverteidigung mit alter sowjetischer Radar- und Flugabwehrausrüstung. Nach dem Umzug auf den ehemaligen sowjetischen SU-24-Stützpunkt bei Ämari, am 15. Mai 1997, konnten nach und nach weitere Aufgaben übernommen werden.
Seit 1994 ist die Õhuvägi damit beschäftigt, die zerstörte militärische Infrastruktur, welche von der russischen Armee hinterlassen wurde, wiederaufzubauen. Die meisten Geldmittel wurden in den Militärflugplatz Ämari investiert, der seit der ersten Hälfte der 2010er Jahre voll einsatzfähig ist. Mit diesem neuen Fliegerhorst soll die Kooperation mit der NATO und Luftwaffen anderer Partnernationen sowie die Versorgung mit standardisierten Dienstleistungen, welche für den Host Nation Support notwendig sind, vertieft werden. Aufgrund des Fehlens von moderner und entwickelter militärischer fliegerischer Infrastruktur zog sich die Entwicklung der Luftwaffe bisher sehr schleppend dahin.
Im Oktober 1994 wurden drei Mil Mi-2 geliefert, vier Mil Mi-8 folgten im November 1995. Zwischen 1997 und 1998 wurden zwei der Mi-8 modernisiert. Aktuell werden folgende Fluggeräte eingesetzt:
| Flugzeug     | Herkunft                  | Typ                                                       |
| ------------ | ------------------------- | --------------------------------------------------------- |
| Robinson R44 | Vereinigte Staaten        | Leichter Mehrzweckhubschrauber                            |
| PZL M28      | Polen/ Vereinigte Staaten | Leichtes Transportflugzeug, Aufklärungsflugzeug (geplant) |
| Aero L-39    | Tschechoslowakei          | Trainingsflugzeug                                         |

### Verteidigungsbund

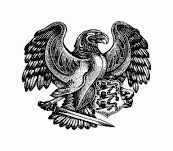
Abzeichen des Kaitseliit

Der Kaitseliit ist eine freiwillige militärische Organisation zur Landesverteidigung, die im Auftrag des Verteidigungsministeriums handelt. Der Verteidigungsbund besitzt Waffen und nimmt an militärischen Übungen teil. Das Hauptziel des Kaitseliit ist auf der Grundlage des freien Willens und der Initiative der Bürger die Verteidigungsbereitschaft und die verfassungsmäßige Ordnung zu verteidigen, einschließlich im Falle einer militärischen Bedrohung.
Dem Heimwehrverband gehören Männer und Frauen an, die Waffen und Uniform zuhause lagern. Er spielt eine wichtige Rolle bei der Unterstützung der zivilen Strukturen. Die Mitglieder leisten Unterstützung beim Löschen von Waldbränden, sind ehrenamtlich tätig als Hilfspolizisten und gewährleisten die Sicherheit bei verschiedenen Veranstaltungen. Einheiten, bestehend aus Freiwilligen des Kaitseliit, beteiligen sich an internationalen friedensunterstützenden Operationen wie zum Beispiel auf dem Balkan. Der Verteidigungsbund und die ihm angegliederten Organisationen unterhalten positive Beziehungen mit Partnerorganisationen in skandinavischen Ländern, den Vereinigten Staaten und dem Vereinigten Königreich.
Die Organisation ist in 15 regionale Einheiten gegliedert, deren Aufgabenbereiche größtenteils mit den Grenzen der Landkreise in Estland übereinstimmen. Derzeit hat der Kaitseliit mehr als 15.000 Mitglieder. Mit den angegliederten Organisationen des Verteidigungsbundes vereint er mehr als 25.000 Freiwillige. Zu den angegliederten Organisationen gehören der Frauenverband Naiskodukaitse sowie die Jugendverbände Noored Kotkad für Jungen und Kodutütred für Mädchen.

### Personal
Daten nach International Institute for Strategic Studies, Global Firepower Index, CIA World Factbook:
- Heer: 5.500
- Marine: 500
- Luftwaffe: 500
- Reservisten: 12.000
- Kaitseliit: 15.000 (+ 10.000 Freiwillige aus Nebenorganisationen)

### Uniformen
Die estnischen Streitkräfte benutzen eine Reihe verschiedener Uniformen, einschließlich der modernen Kampfanzüge im Digitaltarnmuster, welche als Estonian Digital Combat Uniform (ESTDCU) bekannt sind. Diese gibt es in vier verschiedenen Versionen: Wald-, Wüsten-, Winter- und Stadt-Camouflage-Muster. Die Paradeuniformen folgen dem Vorbild historischer Uniformen der 1918 gegründeten Streitkräfte, die sich damals an den britischen Streitkräften orientierten.
Bezüglich der Dienstgradabzeichen: vgl. die Wikipediaeinträge der Teilstreitkräfte.

## Internationale Zusammenarbeit
Seit 2004 ist Estland ein vollwertiges Mitglied der NATO – es war eine der obersten Prioritäten seit der Wiederherstellung der Unabhängigkeit. Mehrere Staaten wie zum Beispiel die Vereinigten Staaten von Amerika arbeiten in Sicherheits- und Verteidigungsfragen in enger Kooperation zusammen. Estland nimmt seit 1995 an internationalen militärischen Operationen teil. Die Beteiligung an internationalen Operationen stellt einen wichtigen Beitrag zur Kooperation mit der NATO und anderen internationalen Organisationen dar.
Folgende Missionen mit estnischer Beteiligung fanden seit 1995 statt:

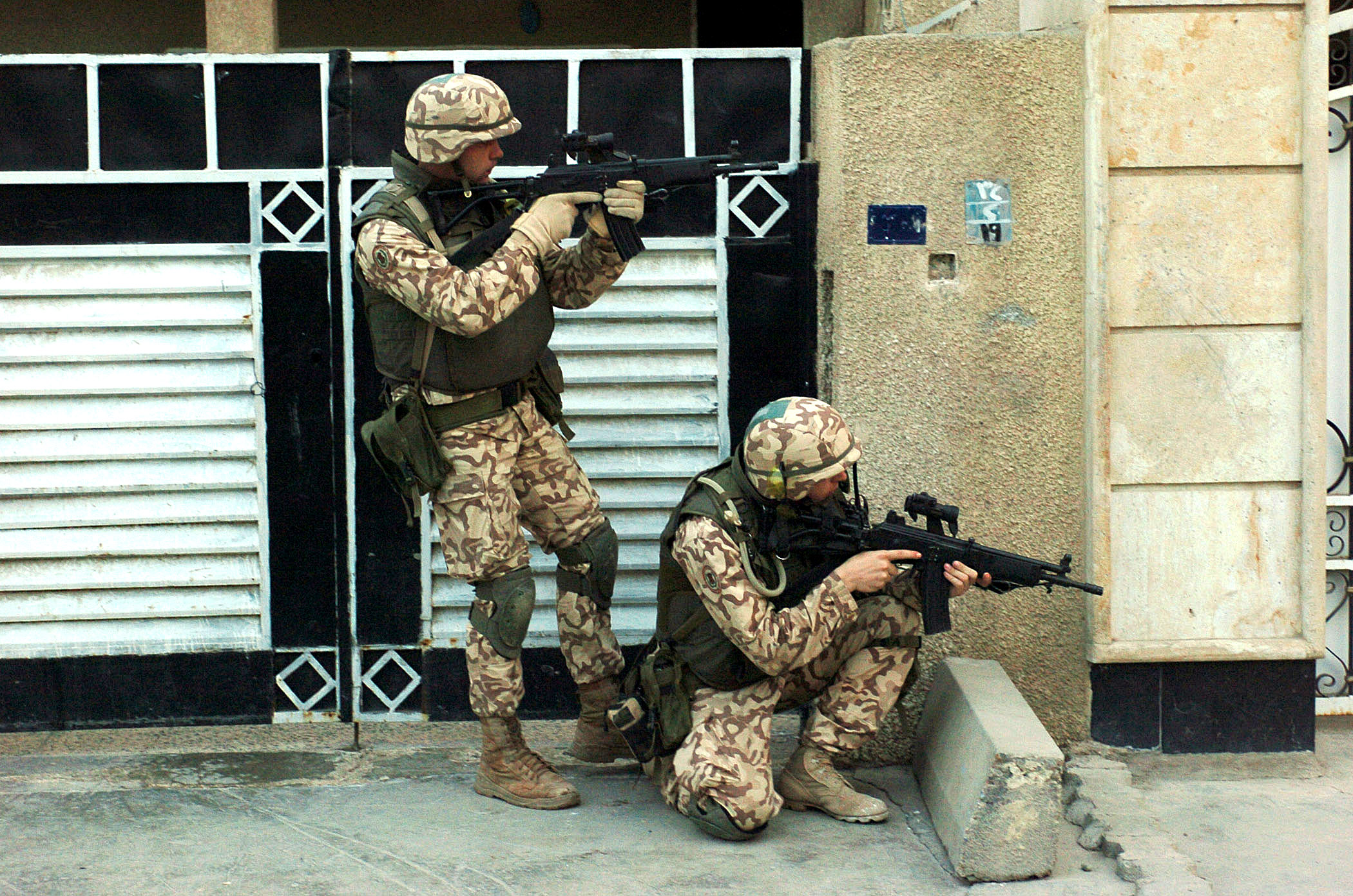
Estnische Soldaten des Scouts-Battalion im Anschlag während einer Patrouille in Baghdad, Irak

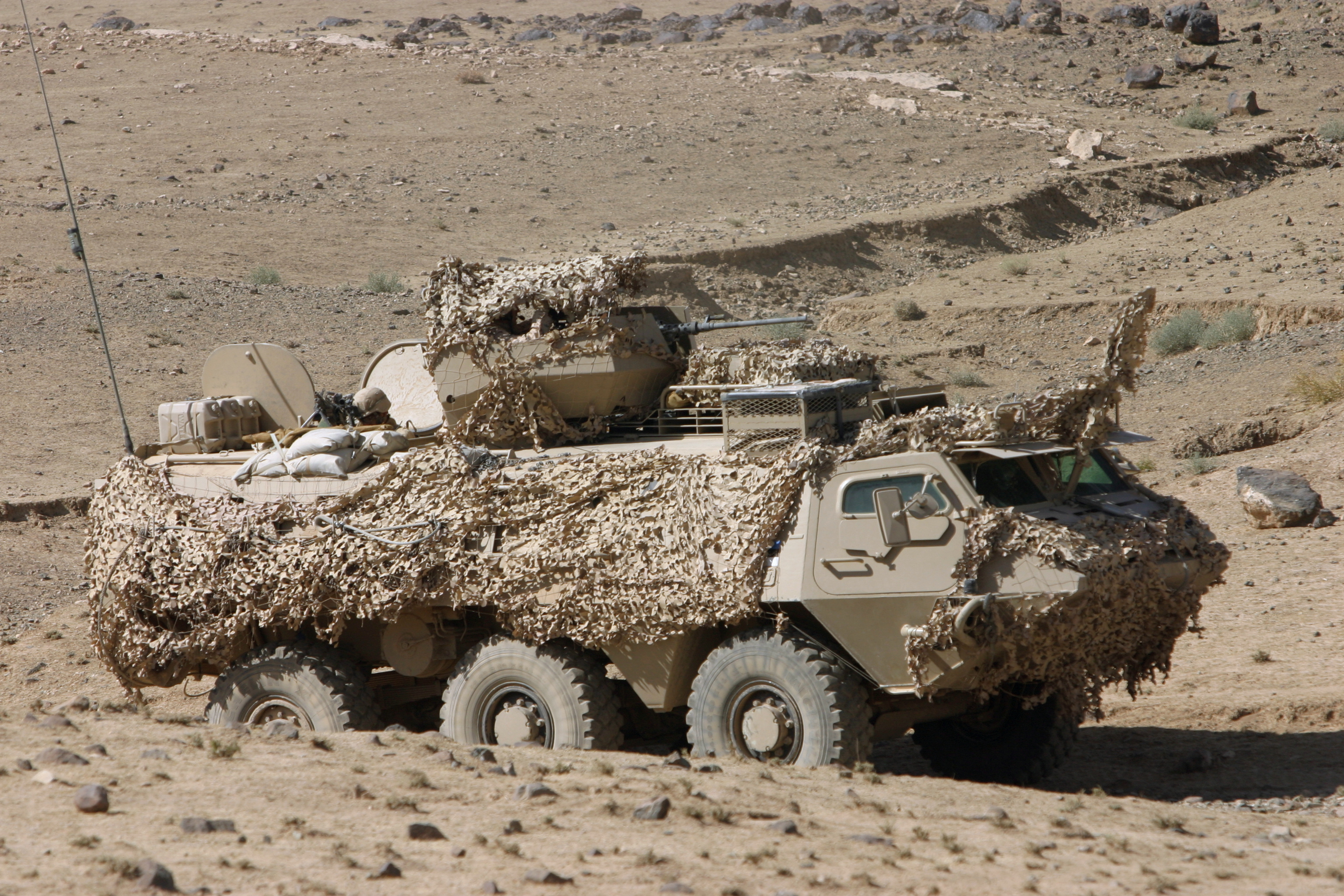
Estnischer XA-180 in Afghanistan

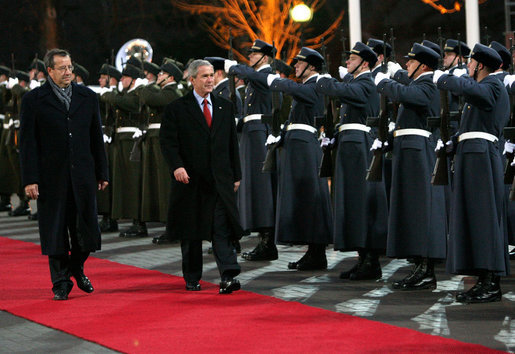
Ehrenformation mit Präsident Ilves (links), beim Besuch von US-Präsident Bush 2006 in Tallinn

| Land                         | Name der Mission           | Organisation             | Name der Einheit           | Personalstärke                             | Einsatzzeitraum     |
| ---------------------------- | -------------------------- | ------------------------ | -------------------------- | ------------------------------------------ | ------------------- |
| Kroatien                     | UNPROFOR                   | UN                       |                            |                                            | 1995                |
| Libanon                      | UNIFIL                     | UN                       | ESTCOY FINIRISHBATT        | 135 40                                     | 1996–1997 seit 2015 |
| Bosnien und Herzegowina      | IFOR, SFOR                 | NATO                     |                            |                                            | 1996–2004           |
| Israel Syrien                | UNTSO                      | UN                       | Militärbeobachter          | ein Stabsoffizier                          | seit 1997           |
| Kosovo                       | KFOR                       | NATO                     | ESTPATROL, BALTSQN, ESTRIF | 50                                         | 1999–2010           |
| Kosovo                       | KFOR                       | NATO                     | KFOR HQ                    | ein Stabsoffizier & ein Stabsunteroffizier | 1999–2018           |
| Mazedonien                   | Operation Concordia        | EUFOR                    |                            |                                            | 2003                |
| Irak                         | MNF-I                      | Koalition der Willigen   | ESTPLA                     | 50                                         | 2003–2009           |
| Irak                         | NTM-I                      | NATO                     | Führungsstab               | zwei Stabsoffiziere                        | 2005–2011           |
| Irak                         | Operation Inherent Resolve | multinationale Koalition | Stabsoffiziere, Ausbilder  |                                            | seit 2016           |
| Afghanistan                  | ISAF                       | NATO                     | ESTCOY, EODT, NSE          | 160                                        | 2003–2014           |
| Afghanistan                  | Resolute Support           | NATO                     |                            |                                            | 2015–2021           |
| Bosnien und Herzegowina      | Operation Althea           | NATO, EUFOR              | Militärbeobachter          | zwei Stabsoffiziere                        | 2004–2011           |
| Somalia                      | Operation Atalanta         | EUFOR                    | MPE/VPD                    | 10                                         | 2010–2013           |
| Mali                         | EUTM Mali                  | EUFOR                    | Ausbilder                  |                                            | seit 2013           |
| Mali                         | MINUSMA                    | UN                       |                            |                                            | seit 2013           |
| Mittelmeer                   | Active Endeavour           | NATO                     |                            |                                            | 2013                |
| Mittelmeer                   | EUNAVFOR MED               | EU                       |                            | ein Logistikoffizier                       | seit 2015           |
| Zentralafrikanische Republik | EUFOR RCA                  | EUFOR                    |                            | 55 (ein Zug des Heeres)                    | 2014                |

### UN
Von 1996 bis 1997 beteiligte sich Estland mit einer Kompanie (ESTCOY) an einer Beobachtermission der UN im Libanon, der UNIFIL. Die 135 estnischen Soldaten waren dabei einem norwegischen Bataillon (NORBATT) unterstellt. Der Einsatz war auf sechs Monate beschränkt. Seit 1997 werden estnische Militärbeobachter als Teil der UNTSO im Südlibanon und den Golanhöhen eingesetzt. Es ist die längste andauernde Operation der Estnischen Streitkräfte.

### NATO
Durch Veränderung der politischen Lage mit Russland und dessen Vorgehen im Ukrainekonflikt hat die NATO beschlossen ihre Präsenz in den östlichen Natostaaten Europas, durch die Errichtung von Stützpunkten (NFIU) in Polen, Rumänien, Bulgarien, Estland, Lettland und Litauen zu erhöhen. Diese Natostützpunkte sollen dann als Logistik- und Koordinierungszentren für die „superschnelle Eingreiftruppe“ (VJTF) dienen. Die VJTF soll nach Plänen der NATO mindestens 5000 Mann stark sein und innerhalb von 2 bis 7 Tagen verlegt werden können. Hinzu kommt noch eine Krisenreaktionstruppe „Nato Response Force“ (NRF) des NATO-Bündnisses von mindestens 15000 bis 25000 Soldaten, die innerhalb von sechs Wochen weltweit einsetzbar sein soll.
Derzeit nimmt Estland an den NATO-geführten Friedensmissionen in Afghanistan und im Kosovo im Rahmen der ISAF und KFOR teil. Das estnische Militär verwendet STANAG-Waffen und Ausrüstung aus Finnland, Schweden, Deutschland, Dänemark, Großbritannien, den Vereinigten Staaten und Israel.
Kosovo:
Seit 2000 beteiligt sich Estland an dem friedensunterstützenden Einsatz der NATO im Kosovo, als ESTPATROL – 1, eine Infanterieeinheit bestehend aus Militärpolizisten in Zugstärke, in den Kosovo verlegt wurde. Die letzte Einheit, ESTPATROL – 14, schloss ihren Auftrag im Dezember 2006 ab. ESTPATROL gehörte zusammen mit italienischer Carabinieri und französischer Gendarmerie der Multinational Specialized Unit (MSU), einer Einheit zur Kriminalitätsbekämpfung an und versah ihren Dienst in Priština.
Darüber hinaus stellten Estland, Lettland und Litauen eine Infanterieeinheit in Kompaniestärke, welche auf rotierender Basis jeweils sechs Monate lang unter dem Kommando eines dänischen Bataillons (DANBN) stand und in Mitrovica stationiert war. Der Einsatz dieses Baltic Reconnaissance Squadron begann im März 2003. Estland hat sich daran wie folgt beteiligt:
| Einheit      | Zeitraum                     |
| ------------ | ---------------------------- |
| BALTSQN – 7  | März bis August 2003         |
| BALTSQN – 10 | September 2004 bis März 2005 |
| BALTSQN – 13 | Februar bis August 2006      |

Im Juni 2006 einigten sich die Außenminister von Estland und Dänemark, dass Estland ab 2007 eine rotierende Infanterieeinheit kontinuierlich unter das Kommando des dänischen Bataillons in Mitrovica stellen wird. Am 14. Februar 2007 begann die Rotation von Estonian Reconnaissance in Force (ESTRIF), einer Aufklärungsinfanterieeinheit in Zugstärke. In den folgenden Jahren waren somit sechs ESTRIF-Einheiten Teil der Multi – National Task Force North MNTF(N).
Da es sich im Falle des Kosovo um ein europäisches Problem handelt, dessen Lösung sowohl die NATO wie auch die EU große Bedeutung beimessen, hält es Estland für erforderlich, seinen Einsatz im Kosovo so lange fortzusetzen, wie dies notwendig ist. In Übereinstimmung mit der NATO-Entscheidung, Truppen im Kosovo zu reduzieren, hat Estland im Februar 2010 den Beitrag der Infanterieeinheit ESTRIF eingestellt, beteiligt sich jedoch weiterhin mit der Entsendung von Stabsoffizieren.
Afghanistan:
Estland begann seinen Kampf gegen den Terrorismus in Afghanistan im Jahr 2002 in der von den USA geleiteten Operation „Enduring Freedom“. Seit 2003 beteiligt sich Estland an der Internationalen Sicherheitsunterstützungstruppe der NATO (ISAF), die heute die wichtigste Mission der NATO durchführt. Für Estland als NATO-Mitglied gehört die Mission in Afghanistan zu einer der wichtigsten außenpolitischen Prioritäten. Sie ist die größte Militäroperation der estnischen Streitkräfte im Ausland, an der sich 2010 bis zu 170 estnische Soldaten beteiligten. Der Großteil des estnischen Kontingents – eine 105 Mann starke Infanterieeinheit – ist zusammen mit britischen Streitkräften in Helmand in Südafghanistan stationiert, in der Provinz, die für die Stabilisierung des Staates wichtig ist. Die Kontingente werden wie bei dem Einsatz im Irak regelmäßig ausgewechselt. Bisher gab es drei tote Esten und über 30 Soldaten wurden während der Beteiligung an NATO-Operationen in Afghanistan verwundet.
NRF:
Estland beteiligt sich regelmäßig an Kontingenten der NATO Response Force, wodurch unverzügliche Erwiderungen zu entstehenden Krisen sichergestellt werden, einschließlich der raschen Durchführung von kollektiver Selbstverteidigung.
Von Mai 2005 bis März 2006 entsandte Estland das Flaggschiff der Estnischen Marine, EML Admiral Pitka, zur Standing NATO Mine Countermeasures Group 1 (SNMCMG1), eine Marinekomponente der NRF. Zur Bodenkomponente der NRF bestimmte Estland in der zweiten Hälfte des Jahres 2006 ein Team der Kampfmittelbeseitigung sowie während der ersten Hälfte des Jahres 2007 eine 32-köpfige Einheit der Militärpolizei. Zur NRF-11 beteiligte sich Estland mit dem Minenjagdboot EML Admiral Cowan.
Mit 200 Soldaten – bestehend aus einer Infanteriekompanie, einer Aufklärungseinheit, Stabsoffizieren, Militärpolizei und ein Team der Kampfmittelbeseitigung – beteiligte sich Estland als Teil des gemeinsamen Infanteriebataillons der baltischen Staaten, BALTBAT, an NRF – 14 in der ersten Hälfte des Jahres 2010.
Von Juni bis Dezember 2010 beteiligte sich Estland an NRF-15. Dabei wurde wieder das Minenjagdboot EML Admiral Cowan eingesetzt, welches bereits in Vorbereitung an der maritimen Übung Brilliant Mariner im April 2010 teilnahm.

### Koalition der Willigen
Estland hatte seit 2003 im Rahmen der Koalition der Willigen mit seiner Infanteriegruppe ESTPLA ein rotierendes Kontingent von bis zu 50 Soldaten, welche der US 1st Cavalry Division, 12th Cavalry Regiment, 2nd Battalion zugeordnet war, im Irak stationiert. Ihre Aufgaben umfassten Razzien und bewaffnete Patrouillengänge. Ende 2008 wurde der letzte Zug mit einer Stärke von 34 Soldaten abgezogen, da der baltische Staat keine offizielle Anfrage der Fortsetzung der Mission seitens der irakischen Regierung erhielt. Der Einsatz wurde offiziell im Februar 2009 beendet. 2 Soldaten wurden bei Angriffen getötet, 18 wurden verletzt. Estland beteiligt sich jedoch noch immer mit zwei bis drei Stabsoffizieren an NTM-I (NATO Training Mission – Irak), deren Aufgabe die Ausbildung von irakischen Sicherheitspersonal ist.

### EU
EUFOR
Derzeit nimmt Estland an der EU-geführten Friedensmission in Bosnien im Rahmen der EUFOR teil. Die militärische EU-Operation, die im Jahr 2004 begann, geht zu Ende und die Einheit des Estnischen Verteidigungsbundes ist bereits abgezogen. Zurzeit ist Estland noch mit der Entsendung von Stabsoffizieren vertreten.
Die im Jahr 2008 angelaufene EUFOR-Mission im Tschad und in der Zentralafrikanischen Republik unterstützt Estland wegen der fehlenden finanziellen Ressourcen nur politisch.
EU Battlegroup
Estland beteiligt sich regelmäßig an Kontingenten der EU Battlegroups, europäischer Einsatzgruppen zum Einsatz in entstehenden Krisenherden.
Vom 1. Januar bis 30. Juni 2008 war die Nordic Battle Group (NBG) unter dem schwedischen Kommando zusammen mit Teilnehmern aus Finnland, Irland, Norwegen und Estland voll einsatzfähig. Estland stellte 50 Soldaten bereit.
Beim Einsatz der NBG vom 1. Januar 2011 bis 30. Juni 2011, wurden von den Estnischen Streitkräften 55 Soldaten – darunter Personenschützer, Stabsoffiziere, eine Aufklärungskomponente, Militärpolizei und Logistikelemente – gestellt.
Operation Atalanta
Am 12. November 2010 erhielten Angehörige der estnischen Marine durch Generalleutnant Ants Laaneots den Auftrag, an der EU NAVFOR Somalia teilzunehmen. Das 10-köpfige Team absolvierte im Vorfeld einen Lehrgang, bei dem sie im Kampf kleiner Einheiten, Taktiken der Militärpolizei und im Abseilen aus Hubschraubern geschult wurden sowie CQB und Waffenausbildung vertieft hatten. Die Crew wurde von Oberleutnant Rait Luks kommandiert und sollte bis April 2011 auf der Fregatte Hamburg stationiert werden, wo sie eng mit der Deutschen Marine zusammenarbeiten sollte.
Das Team agiert dabei als Mobile Protection Element (MPE) und als Vessel Protection Detachment (VPD). Als MPE haben die Esten den Auftrag, die Fregatte gegen Bedrohungen im Nahbereich – etwa durch Speedboote – zu schützen. Der Hauptauftrag der estnischen Soldaten wird der Schutz von Schiffen der WFP und der AMISOM sein. Das Team kann als VPD mittels Bordhubschrauber oder Schlauchboot an Bord von Handelsschiffen verbracht werden und autark agieren. Ein Rettungsassistent gewährleistet dabei die medizinische Versorgung des Trupps.
Am 15. März 2011 endete zusammen mit dem Ende des EU-Einsatz der Fregatte Hamburg auch der Auftrag des Teams unter Führung des zum Kapitänleutnant beförderten Rait Luks im Hafen von Djibouti. Zuvor waren die Esten unter anderem auf der MV FATHIL RABI, ein Schiff des WFP, als VPD eingesetzt worden.

### Baltische Kooperation
Estland hat bis zum heutigen Zeitpunkt eine aktive bilaterale Verteidigungskooperation zu fast allen NATO-Partnern und vielen anderen Partnern aufgebaut. Von erheblicher Bedeutung war und ist die Verteidigungskooperation mit den größten NATO-Mitgliedstaaten: den USA, Großbritannien, Deutschland und Frankreich. Die engste Kooperation pflegt Estland jedoch zu seinen nordischen Nachbarn Dänemark, Finnland, Norwegen und Schweden sowie zu den südlichen Nachbarn Lettland und Litauen.
Aufgrund des gemeinsamen politischen Ziels – die Erlangung der NATO-Mitgliedschaft – hatten Estland, Lettland und Litauen mehrere gemeinsame erfolgreiche Verteidigungsprojekte, die im Rahmen des NATO-Programms „Partnerschaft für den Frieden“ nach NATO-Standards geschaffen wurden. Da alle baltischen Staaten ihre Vollmitgliedschaft im Bündnis erlangt haben, hat sich die Sicherheitslage der Staaten in vielerlei Hinsicht gegenüber der Situation von vor zehn Jahren verändert, und daher verändert sich auch die trilaterale Zusammenarbeit gemäß den neuen Zielen und Herausforderungen, die sich aus der NATO-Mitgliedschaft ergeben. Trilateral wurden mehrere gemeinsame Projekte eingeleitet, von denen einige bis heute andauern und andere nach Erreichung des Ziels bereits beendet wurden (BALTBAT, BALTSEA).
BALTBAT
Das Baltische Bataillon BALTBAT war eines der ambitioniertesten trilateralen Projekte – die Aufstellung eines gemeinsamen motorisierten Infanteriebataillons der baltischen Staaten, das im ersten Halbjahr 2010 innerhalb der Landstreitkräfte der NATO-Schnelleingreiftruppe (NRF-14) eingesetzt werden sollte. Die Kooperation der baltischen Staaten im Bereich der gemeinsamen Beschaffung ist ebenfalls in Gang gebracht worden. Das Hauptquartier befindet sich im lettischen Kadaga. Mit 200 Soldaten – bestehend aus einer Infanteriekompanie, einer Aufklärungseinheit, Stabsoffizieren, Militärpolizei und Bombenentschärfungsexperten – beteiligte sich Estland als Teil des gemeinsamen Infanteriebataillons der baltischen Staaten, BALTBAT, an NRF-14 in der ersten Hälfte des Jahres 2010.
BALTRON
Der Baltische Marineverband BALTRON ist ein gutes Beispiel für eine erfolgreiche Kooperation zwischen den baltischen Marinestreitkräften. Das minenabwehrfähige Marinegeschwader wurde 1998 mit dem Ziel gegründet, an den internationalen Friedensoperationen teilzunehmen. Heute ist BALTRON ein Teil der Ausbildungsstruktur der NATO-Minenabwehreinheit. Die baltische Marinekooperation schuf die Grundlage dafür, dass ab 2005 jeweils ein estnisches, lettisches oder litauisches Schiff im Rotationsverfahren den Schnelleingreiftruppen der NATO zur Verfügung steht; als erstes Schiff war das estnische Stabs- und Ausrüstungsschiff „Admiral Pitka“ im Einsatz.
BALTNET
Das Baltische Luftüberwachungsnetz BALTNET wurde 1998 als ein System zur Beschaffung, Koordinierung, Verbreitung und Darstellung der Luftraumüberwachungsdaten in den baltischen Staaten zusammen mit der in Litauen beheimateten Koordinationsstelle des Regionalen Luftraumüberwachungssystems (RASCC) gegründet.
Die NATO-Luftraumüberwachung über Estland, Lettland und Litauen ist für alle drei Staaten von außerordentlicher Bedeutung, denn sie sind nicht in der Lage, ihren Luftraum selbst zu kontrollieren und zu sichern. Ab 2018 soll die Luftraumüberwachung und -sicherung von den drei Staaten selbst durchgeführt werden. Aus dem Grunde beschlossen die Verteidigungsminister Estlands, Lettlands und Litauens im Mai 2008 eine politische Direktive, wonach eine gemeinsame Analyse der Sicherung des Luftraums erfolgen soll, aufgrund derer die Möglichkeiten für die künftige Luftraumüberwachung ausgearbeitet werden sollen. Die baltischen Staaten müssen die entsprechenden Vorschläge bis 2011 der NATO vorlegen.
BALTDEFCOL
Die Baltische Verteidigungsakademie BALTDEFCOL wurde 1998 als eine internationale militärische Ausbildungsstätte gegründet, um den Offizieren der baltischen Staaten eine höhere militärische Ausbildung gemäß den NATO-Standards zu gewähren. Hauptfunktion der Verteidigungsakademie ist es, Kurse für Generalstabsoffiziere (Joint Command and General Staff Courses) baltischer und anderer Länder durchzuführen. Die Ausbildung erfolgt auf Englisch.
Seit dem NATO-Beitritt im Jahr 2004 werden höhere Generalstabslehrgänge (Higher Command Studies Course) und Lehrgänge für Zivilbeamte (Civil Servants Course) angeboten. Der Schwerpunkt der höheren internationalen Lehrgänge ist es, die Führungsqualitäten der höheren Generalstabsoffiziere und Staatsbeamte zu verbessern. Das Ausbildungsangebot der Akademie ist auf Initiative der baltischen Länder im Laufe der Jahre ausgebaut worden und bietet heute immer mehr Möglichkeiten für die Staaten der NATO und der EU sowie für deren neue Partnerländer zur Ausbildung ihrer Offiziere und Beamten bei den internationalen Lehrgängen der BALTDEFCOL.
Im Jahr 2007/2008 studierten an der BALTDEFCOL Offiziere und höhere Staatsbeamte aus 18 Staaten. Zur Beibehaltung der guten Qualität des Studiums an der Akademie werden Lehrkräfte aus dem Ausland herangezogen. Hier unterrichten und unterrichteten Lehrkräfte aus mehr als 10 verschiedenen Staaten, unter anderem aus Deutschland, Dänemark, Norwegen, Schweden, Frankreich, Polen und den USA.

## Bilder

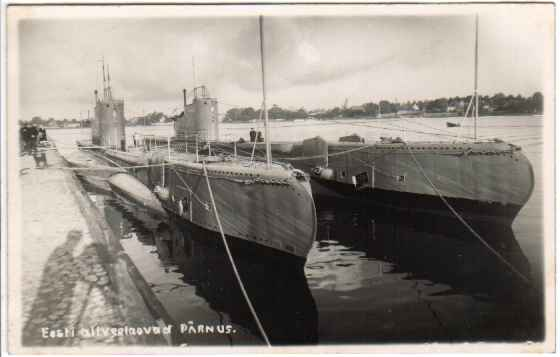
Estnische U-Boote zwischen 1936 und 1940
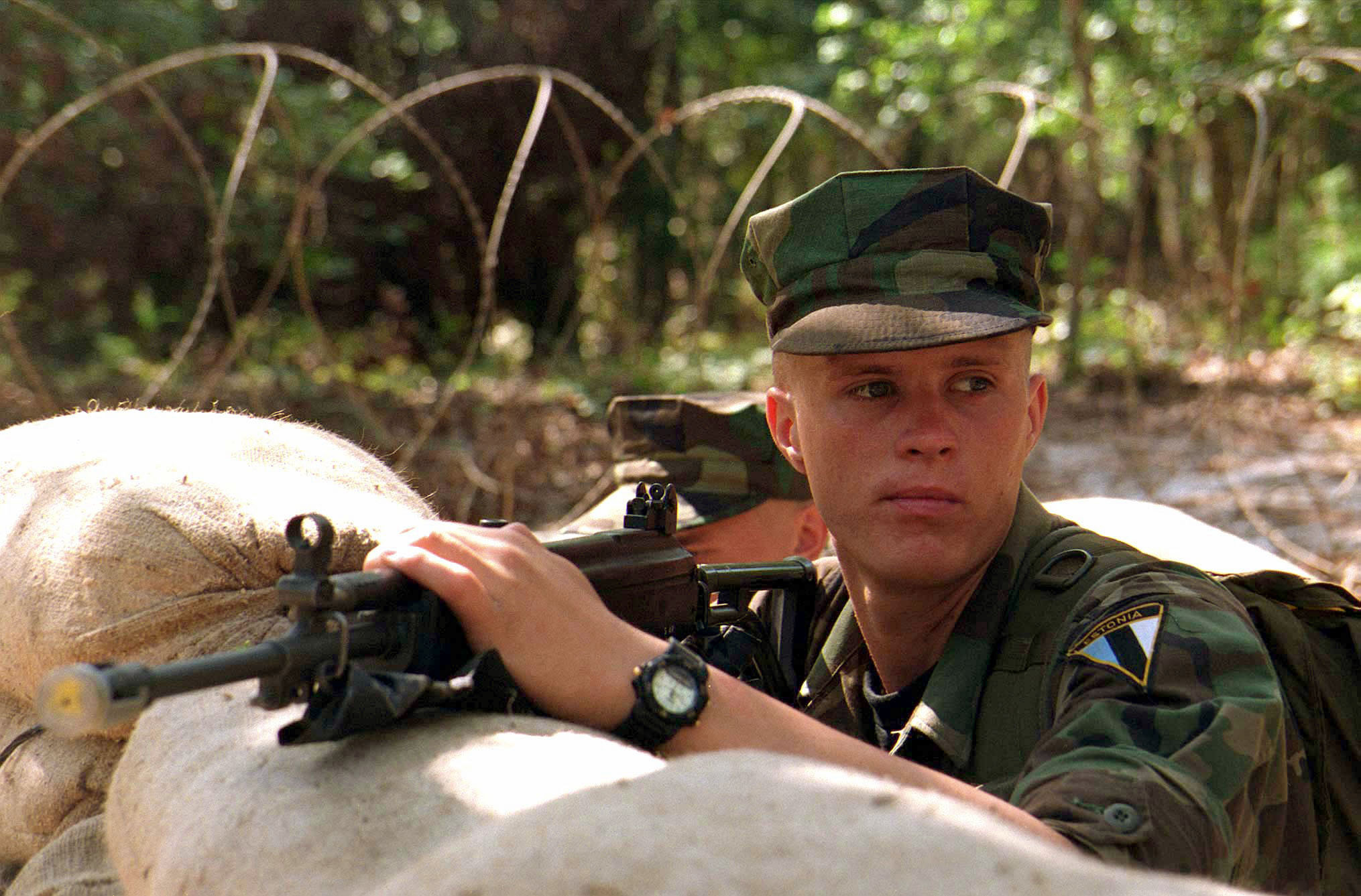
Estnischer Soldat im Manöver
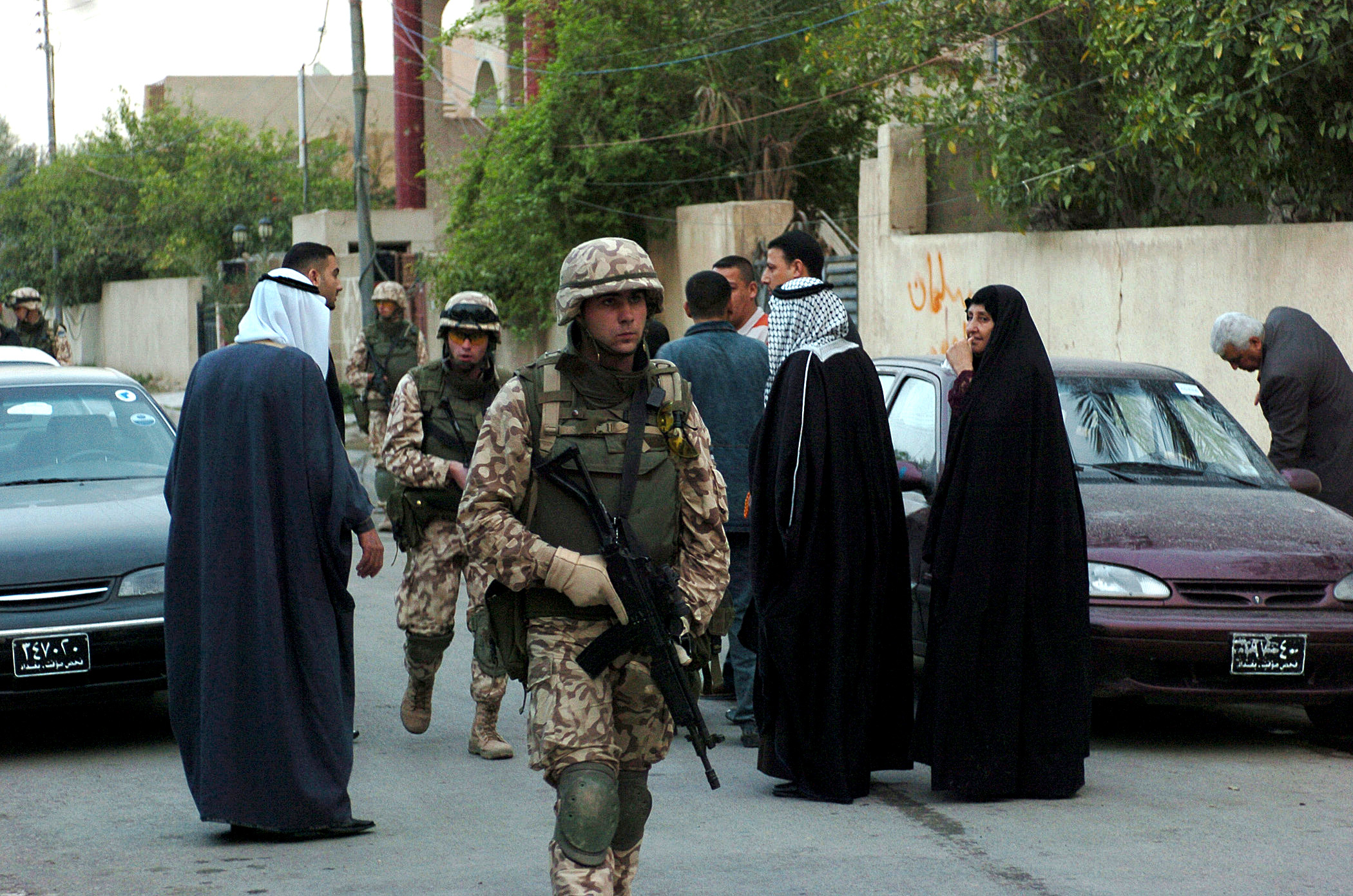
Estnische Soldaten auf Patrouille in Irak
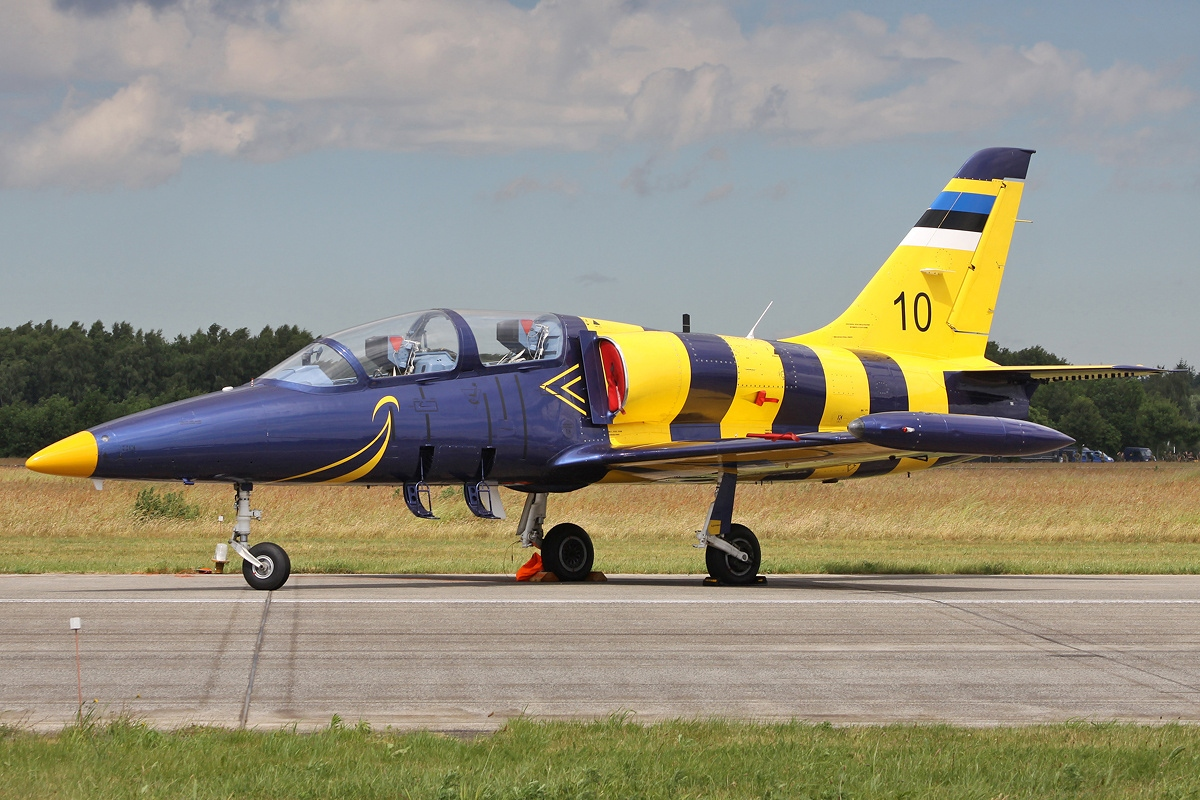
Estnischer Aero L-39C Albatros
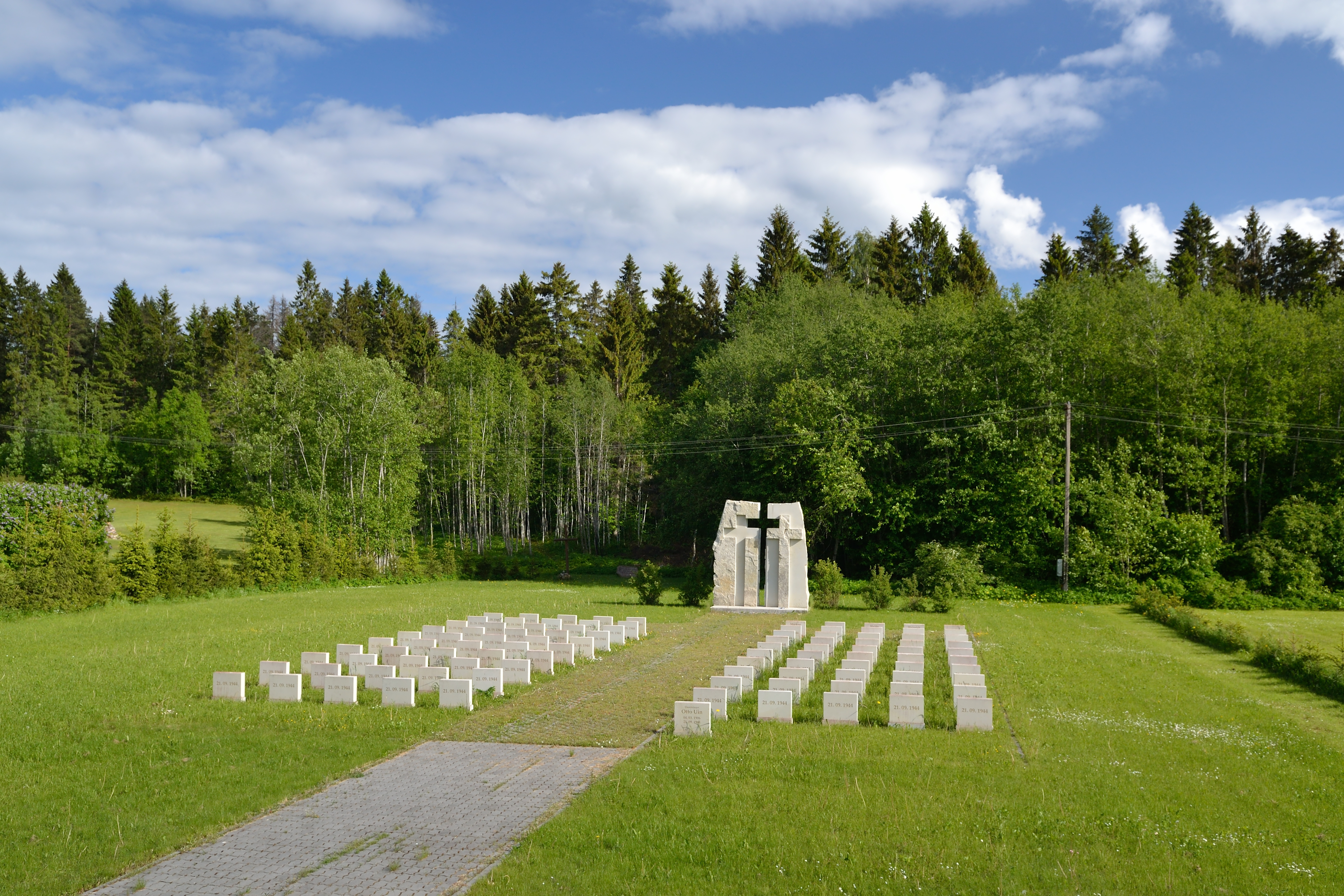
Soldatenfriedhof in Estland